# Poya variata
Poya variata är en fjärilsart som beskrevs av Frederick H. Rindge 1973. Poya variata ingår i släktet Poya och familjen mätare. Inga underarter finns listade i Catalogue of Life.